# Мечеть Ар-Рахман
Мечеть Ар-Рахман (рум. Moscheea ar-Rahman) або Мечеть Крингаші (рум. Moscheea din Crângași) — мечеть у Бухаресті —столиці Румунії. Перша мечеть побудована після Румунської революції.

## Історія
Центром духовного життя мусульман Бухареста з початку XX століття була Мечеть Кароль-Хунчіар, побудована в парку Кароля I і перенесена за комуністичного режиму в район площі Героїв Революції. Першою мечеттю в місті, збудованою після падіння комуністичного режиму, є Ар-Рахман. Будівництво почалося в 1993 і завершено через рік. Мечеть перебудована в 2002.

## Опис
Розташована на 1-й вулиці Гір Гургіу в районі Крингаші. Вона знаходиться на 5-му поверсі в будівлі ісламського культурного центру Півмісяця. Будівля культурного центру займає 2500 м², з яких 500 м² займає мечеть. Відвідувати мечеть можуть як чоловіки, так і жінки. Мечеть постійно відкрита і може здійснювати будь-який ісламський обряд.